# Zajady (ornitologia)

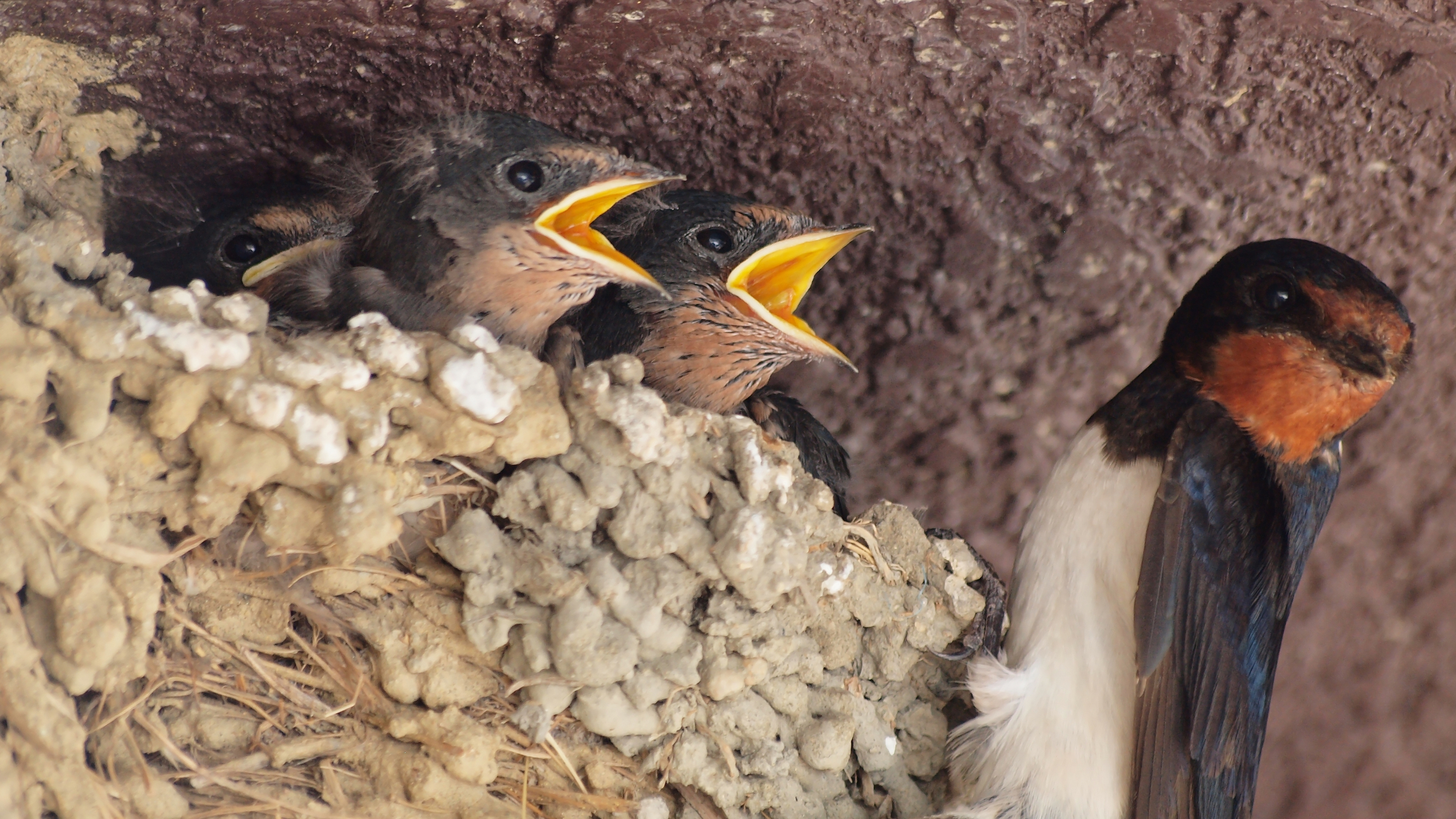
Pisklęta dymówki z widocznymi zajadami

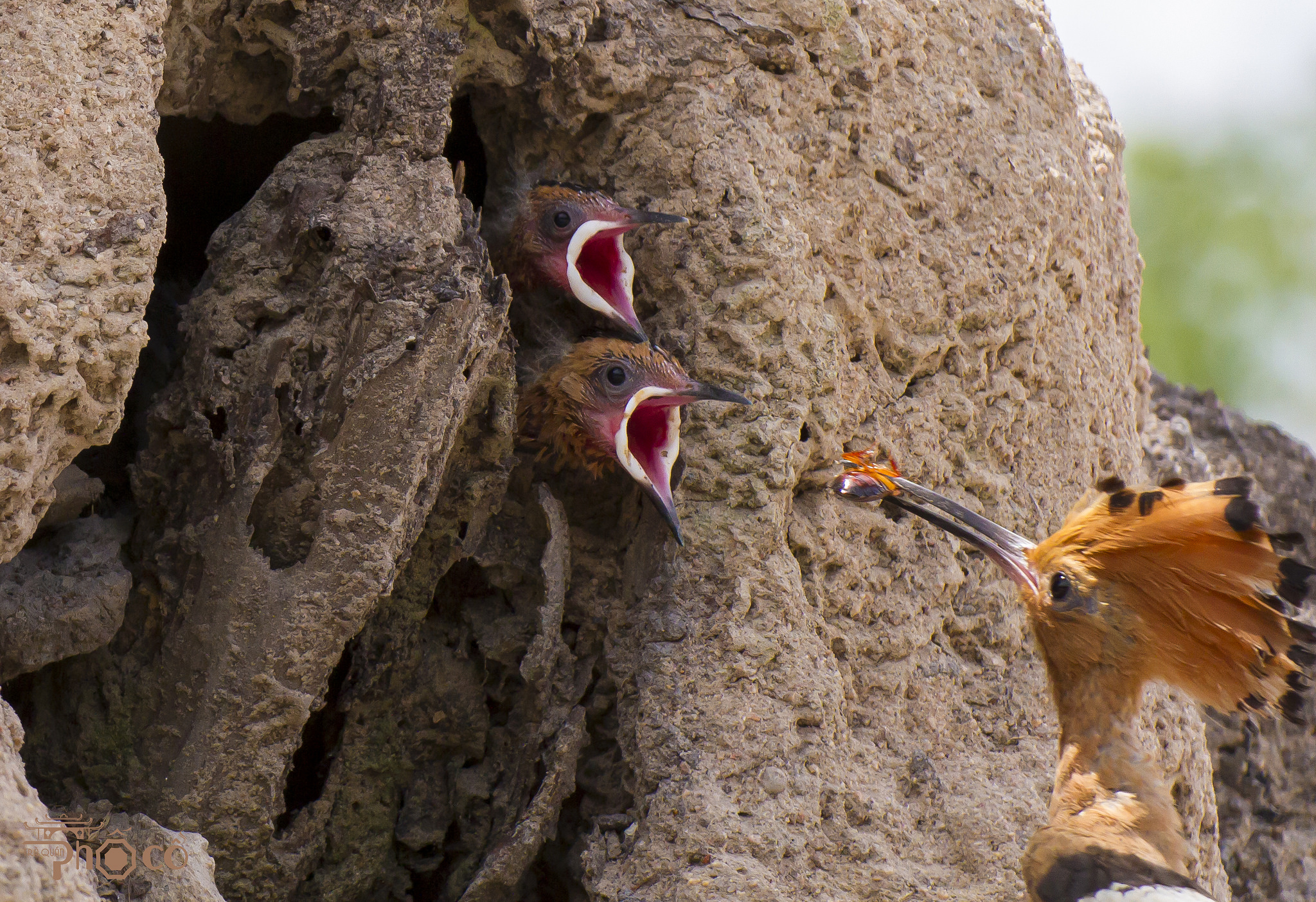
Dudek karmiący pisklęta

Zajady (kąty dzioba) – barwnie ubarwione, zazwyczaj żółte lub pomarańczowe, rogi dzioba u ptaków wróblowych, zwłaszcza śpiewających (także u dudków). Służą ułatwieniu rodzicom dostrzeżenia dzioba głodnego pisklęcia.